# Ștefan Luchian

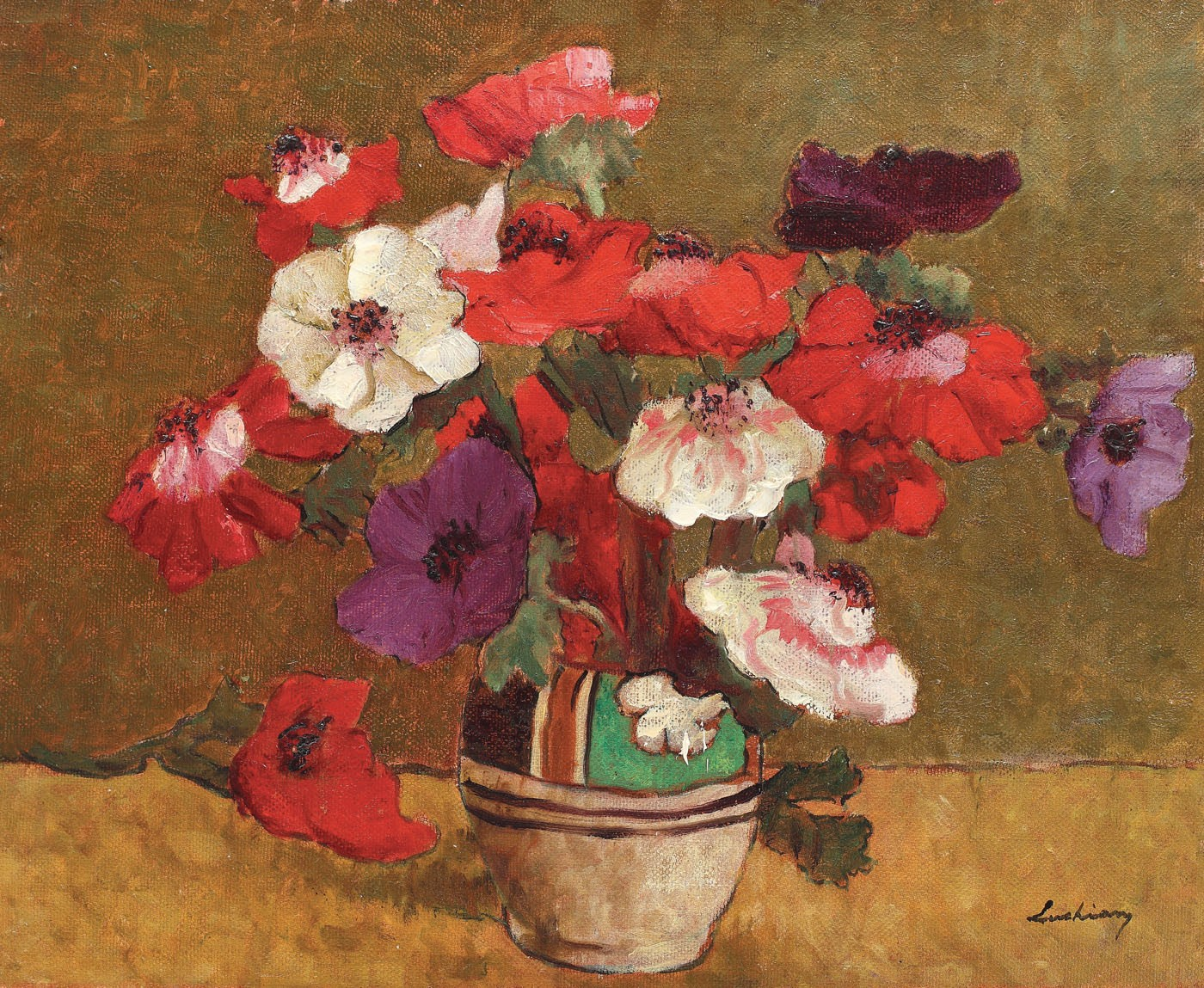
Anemona Flors [1911 - 1913].

Ștefan Luchian (pronunciació en romanès: [ʃteˈfan lukiˈan], també lletrejat Lukian; 1 de febrer de 1868 - 28 de juny de 1916) era un pintor romanès, famós pels seus paisatges i obres de vida quieta.

## Biografia

### Vida primerenca
Va néixer a Ștefănești, un poble del comtat de Botoșani. Era el fill gran de Dumitru Luchian i d'Elena Chiriacescu. La família Luchian es va traslladar a Bucarest el 1873 i la seva mare va desitjar que seguís el camí del seu pare i s'unís a l'Escola Militar. En lloc d'això, el 1885, Luchian es va incorporar a la classe de pintura de l'Escola de Belles Arts, on Nicolae Grigorescu va animar-lo a dedicar-se a la carrera artística, l'obra del qual havia de tenir un efecte important en tota la seva vida creativa.
A la tardor de 1889, Luchian va estudiar durant dos semestres a l'Acadèmia de Belles Arts de Múnic, on va crear còpies de les obres de Correggio i Rembrandt allotjades al Kunstareal. Després del seu retorn a Romania, va participar en la primera exposició del grup d'art artístic Cercul.
Es va mostrar incapaç d'acceptar les directrius acadèmiques imposades per les escoles bavaresa i romanesa. L'any següent va marxar a París, on va estudiar a l'Académie Julian i, tot i que va ser ensenyat per l'artista acadèmic William-Adolphe Bouguereau, va conèixer obres d'art impressionistes. La pintura de Luchian Ultima cursă de toamnă mostra la influència d'Édouard Manet i Edgar Degas, però també ressons de la Société des Artistes Indépendants, del modernisme i del postimpressionisme (també evident en les obres creades després del seu retorn a Bucarest).

### Malalties cròniques i mort
El 1896, juntament amb Nicolae Vermont, Constantin Artachino i el col·leccionista d'art, Alexandru Bogdan-Pitești, Stefan Luchian va ser un dels principals fundadors del Salonul Independenților de Bucarest, que es va obrir davant del Saló oficial (l'equivalent romanès del Saló de París). Dos anys més tard, el grup va conduir a la creació de Societatea Ileana i el seu òrgan de premsa, Ileana, amb Luchian com a il·lustrador original. A partir de llavors Luchian va començar a integrar elements simbolistes en la seva obra, inspirant-se en diverses tendències relacionades: Art Nouveau, Jugendstil i Mir iskusstva del Moviment simbolista a Romania.
El 1900, Luchian va aportar dos pastels al Pavelló de Romania a la Fira Mundial i, el mateix any, va patir els primers símptomes d'esclerosi múltiple, la malaltia que, després d'unes primeres millores inicials, el perseguiria la resta de la seva vida. Tot i això, va continuar pintant i, fins al 1915, va exposar les seves obres en nombroses exposicions, encara que per a un públic en bona part indiferent. A la seva exposició de 1905, l'únic comprador d'una pintura era el seu antic professor Grigorescu. Tot i ser apreciat per uns quants selectes (inclòs l'escriptor Ion Luca Caragiale), Luchian va viure en la pobresa. La gran fortuna que havia heretat es va anar esgotant progressivament.

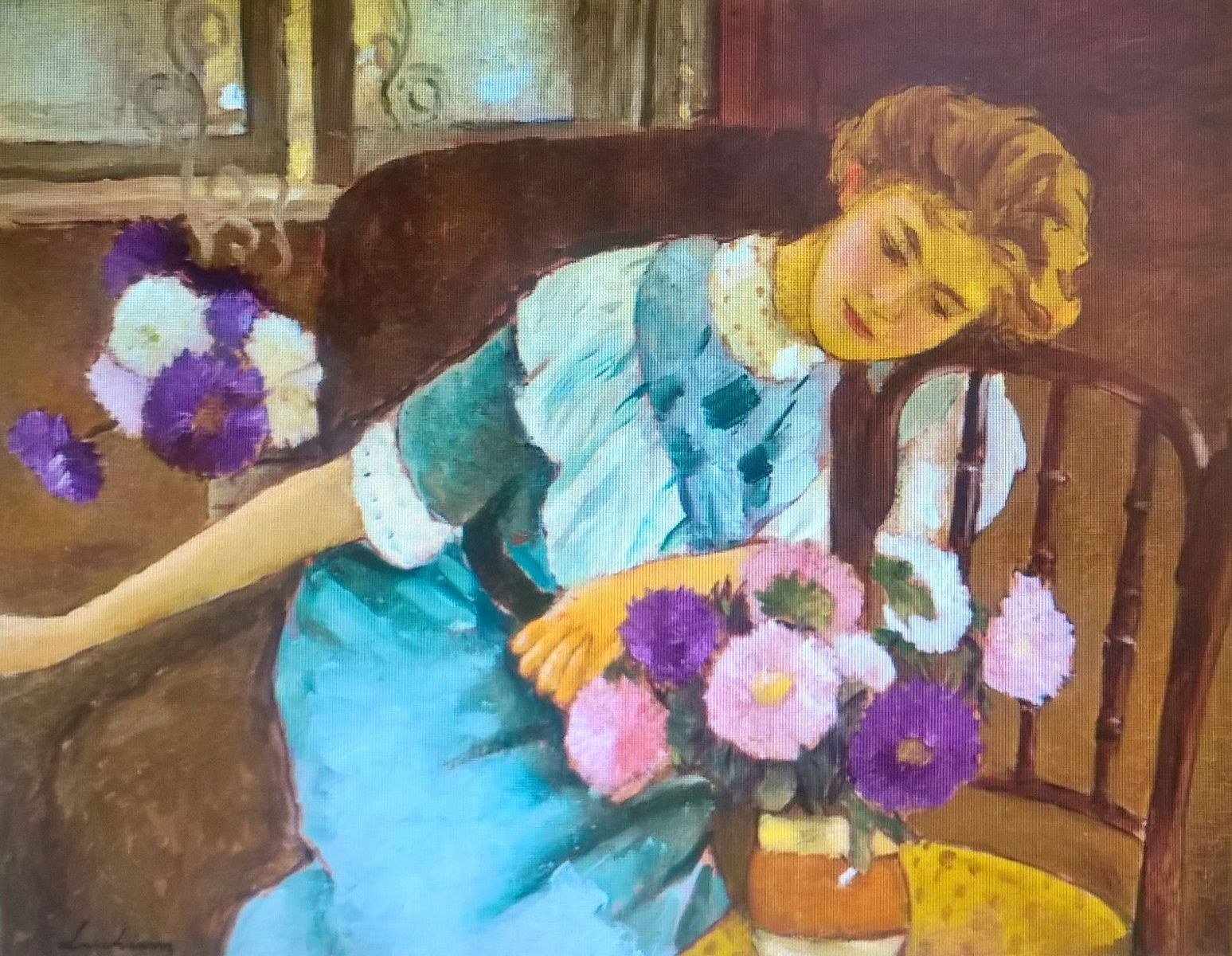
Interior (Lorica), última pintura de Luchian (1913)

Paral·litzat des del 1909, va haver de viure la resta de la seva vida en una butaca. Això no li va impedir treballar en tota una sèrie de paisatges i flors. Abans havia començat a pintar flors, però des del 1908 va concentrar tota la seva energia creativa en el tema. Cap al final de la seva vida, Luchian ja no va poder aguantar el pinzell del pintor amb els dits i se'l lligava al canell per continuar treballant.
En aquell moment, havia començat a gaudir d'un èxit considerable — un fenomen que l'escriptor Tudor Arghezi va atribuir a l'ascens momentani de Demetriu Ionescu com a polític (Ionescu s'havia convertit en el centre d'una moda i un tema d'imitació, i va ser dels primers a comprar més d'un dels quadres de Luchian). A mesura que la seva malaltia es va fer notòria, es va estendre el rumor que Luchian permetia que algú altre pintés al seu nom; l'escàndol va provocar la detenció de Luchian sota càrrecs de frau (va ser alliberat poc després). Arghezi es va sentir orgullós de ser un dels seus pocs defensors.
Un dels darrers esdeveniments de la vida de Luchian va ser la visita que va fer a casa seva el compositor i violinista George Enescu. Tot i que els dos no s'havien conegut mai abans, Enescu va tocar el seu instrument com a homenatge personal a l'artista moribund.
Va morir a Bucarest i va ser enterrat al cementiri de Bellu.

## Llegat
A la dècada del 1930, l'impacte de Luchian sobre l'art romanès es convertia en objecte de disputes al món cultural, amb diversos crítics que afirmaven que la seva obra havia estat menor i que els detalls de la seva vida eren exagerats. Arghezi va estar novament involucrat en la polèmica i va escriure peces apassionades que donaven suport a l'art de Luchian i atribuïen reaccions adverses a la gelosia i al desgust per la mediocritat de Luchian.
El 1948, Luchian va ser elegit pòstumament a l'Acadèmia Romanesa. Una escola d'art de Botoșani porta el seu nom.
La seva vida va ser el tema de la pel·lícula de Nicolae Mărgineanu, Luchian, on el seu personatge era interpretat per Ion Caramitru (Maria Ploae era la germana de Luchian; altres actors protagonitzats a la pel·lícula on George Constantin, Ștefan Velniciuc, Florin Călinescu i Arghezi, i Adrian Pintea com a Nicolae Tonitza).

## Galeria

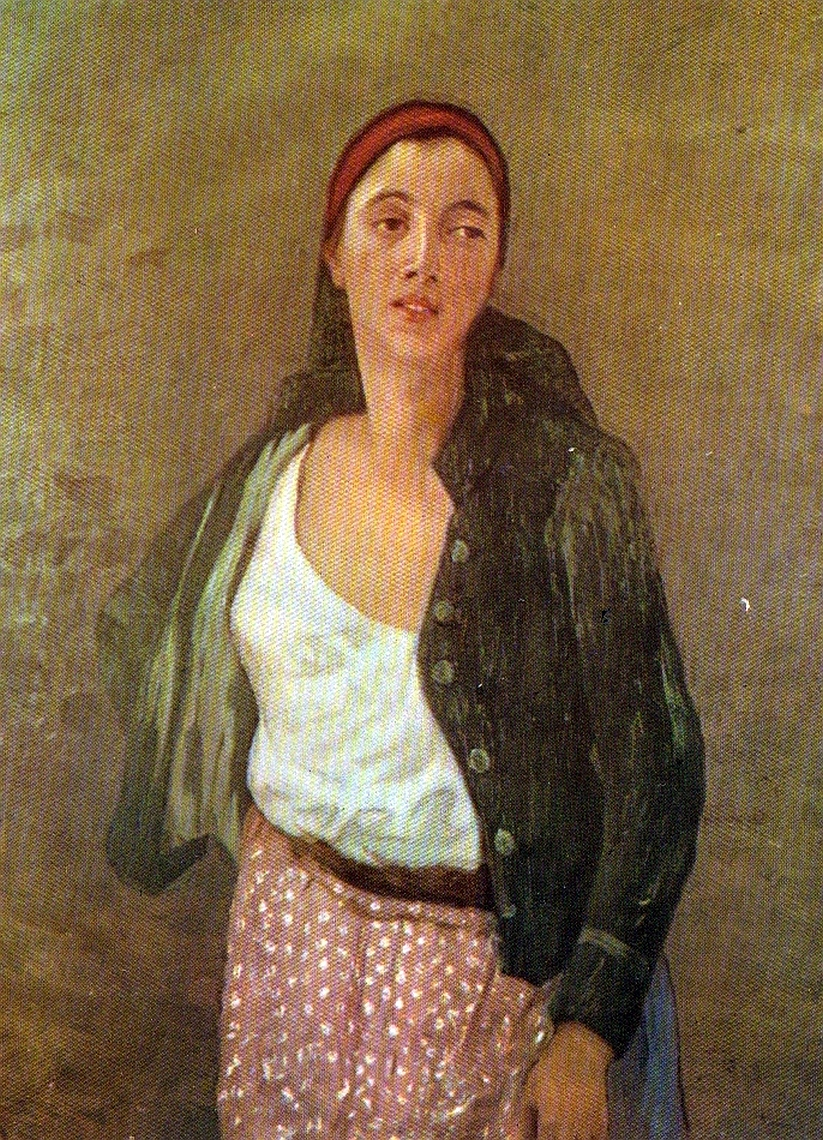
Safta la nena de les flors, 1895
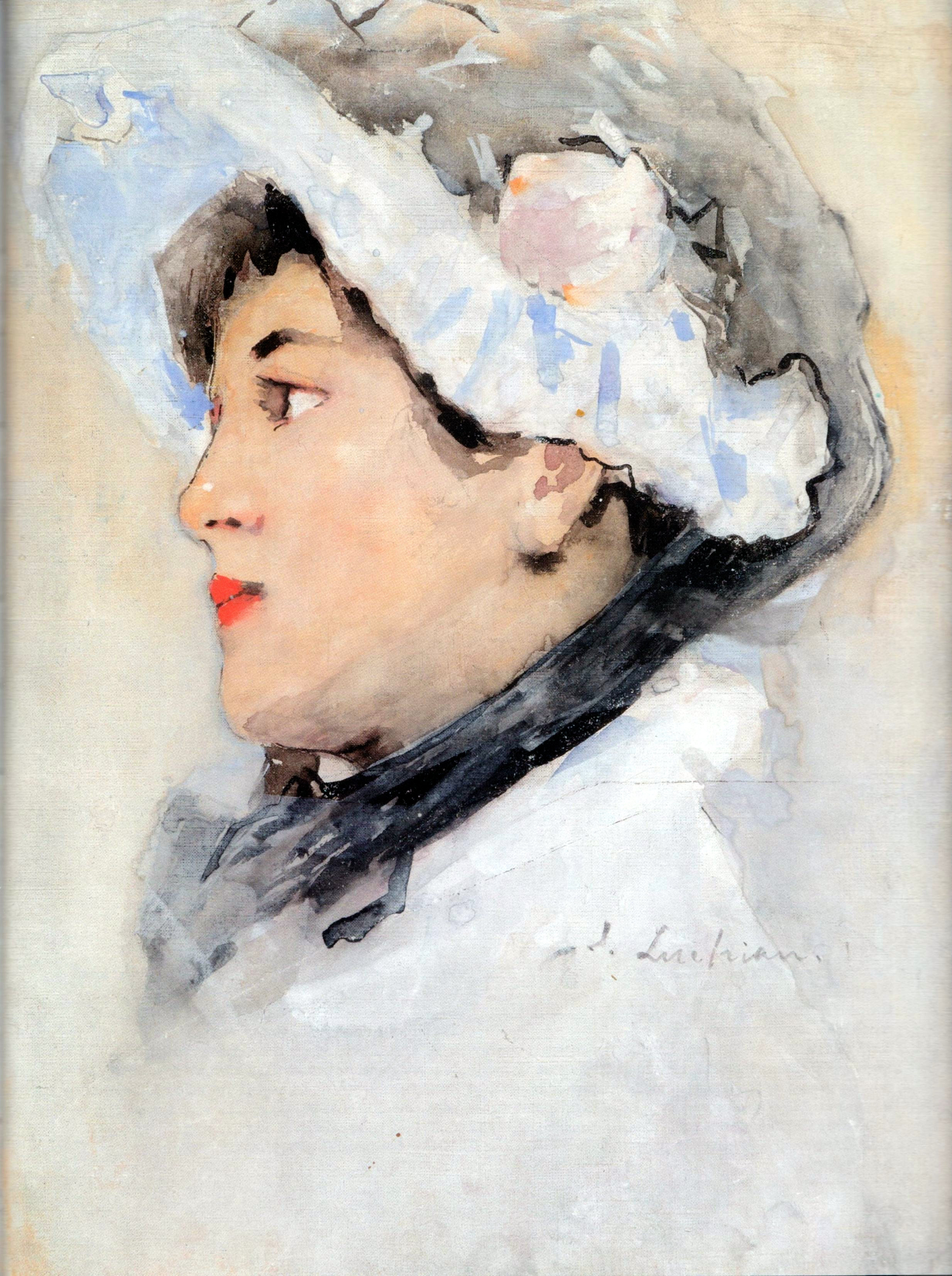
Retrat de dona 1901
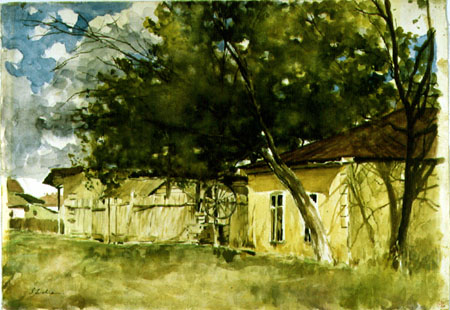
El pou al carrer Clucerului 1902-1904
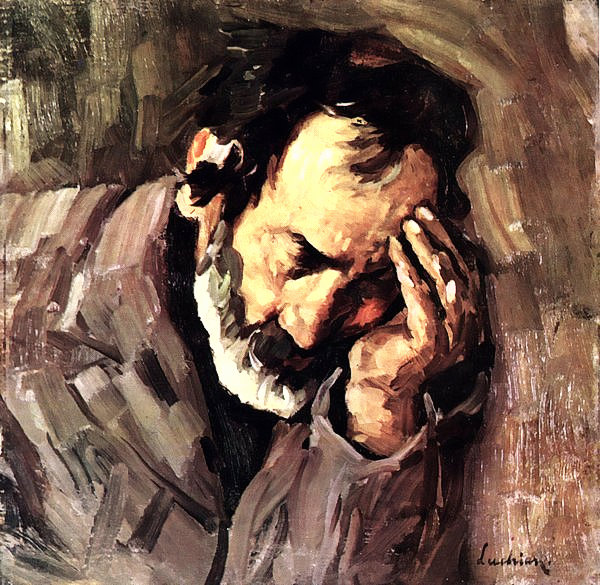
Vell Nicolae el violí, 1906
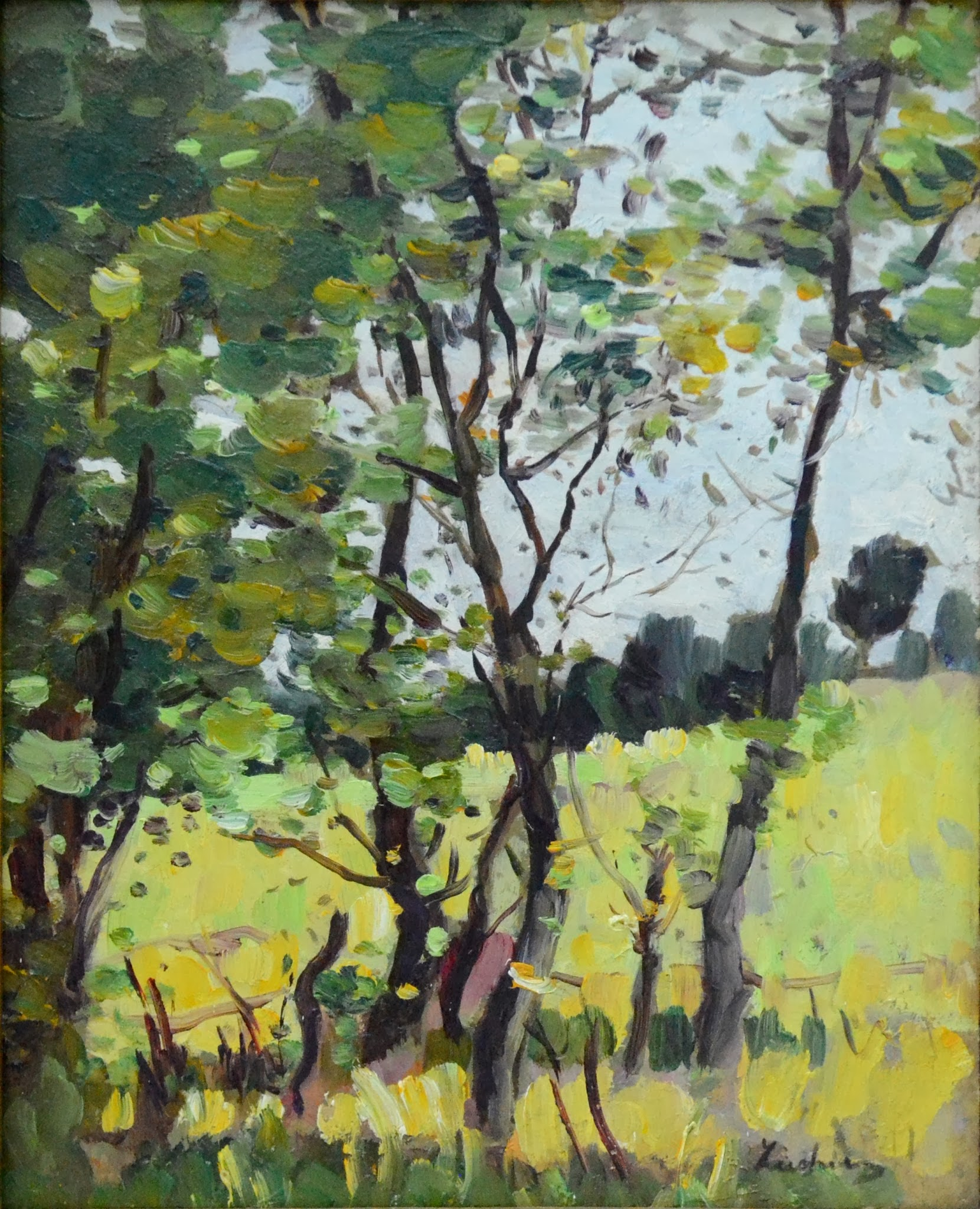
El prat del riu a Poduri, 1909
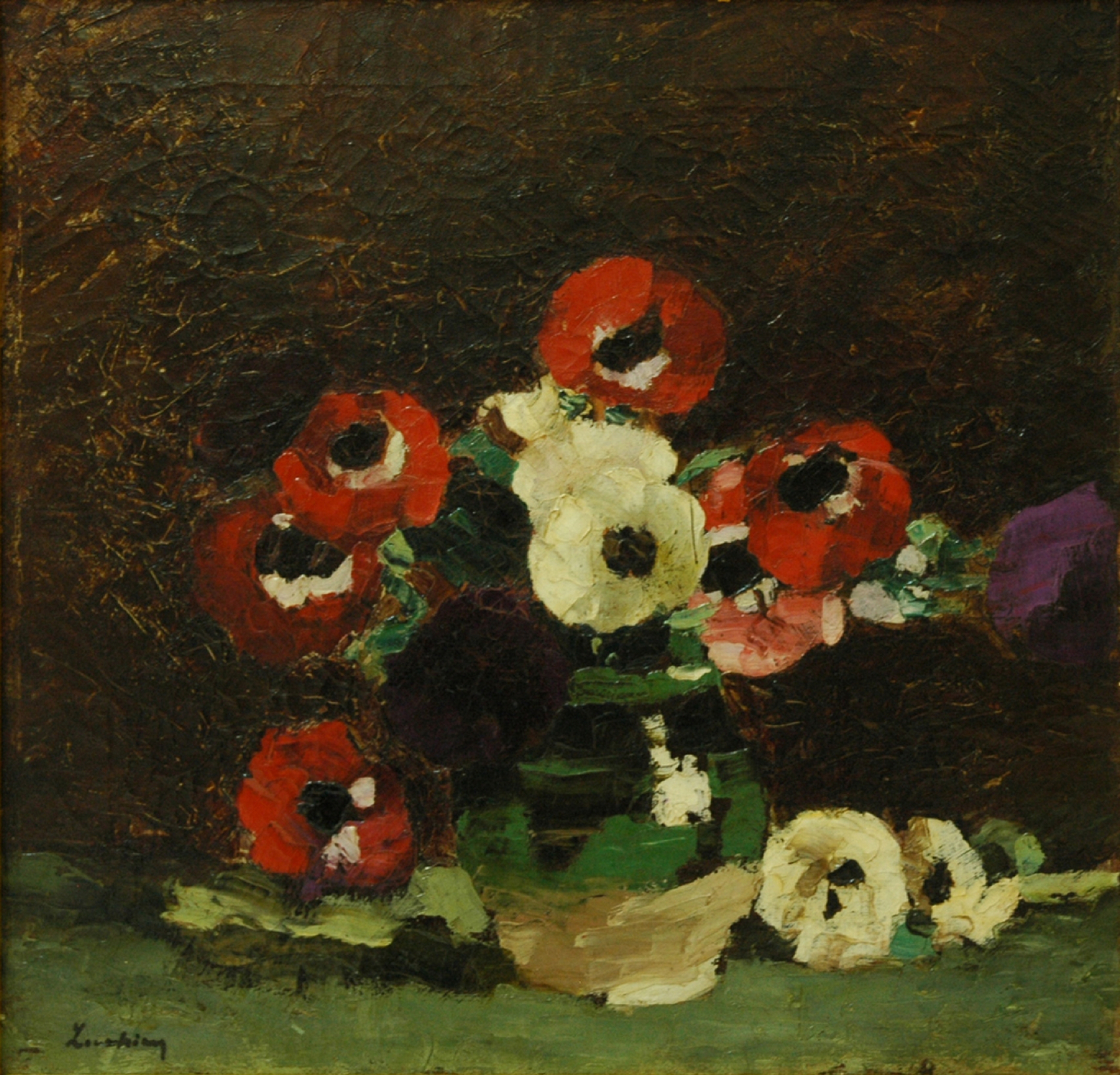
Flors Anemona, 1908
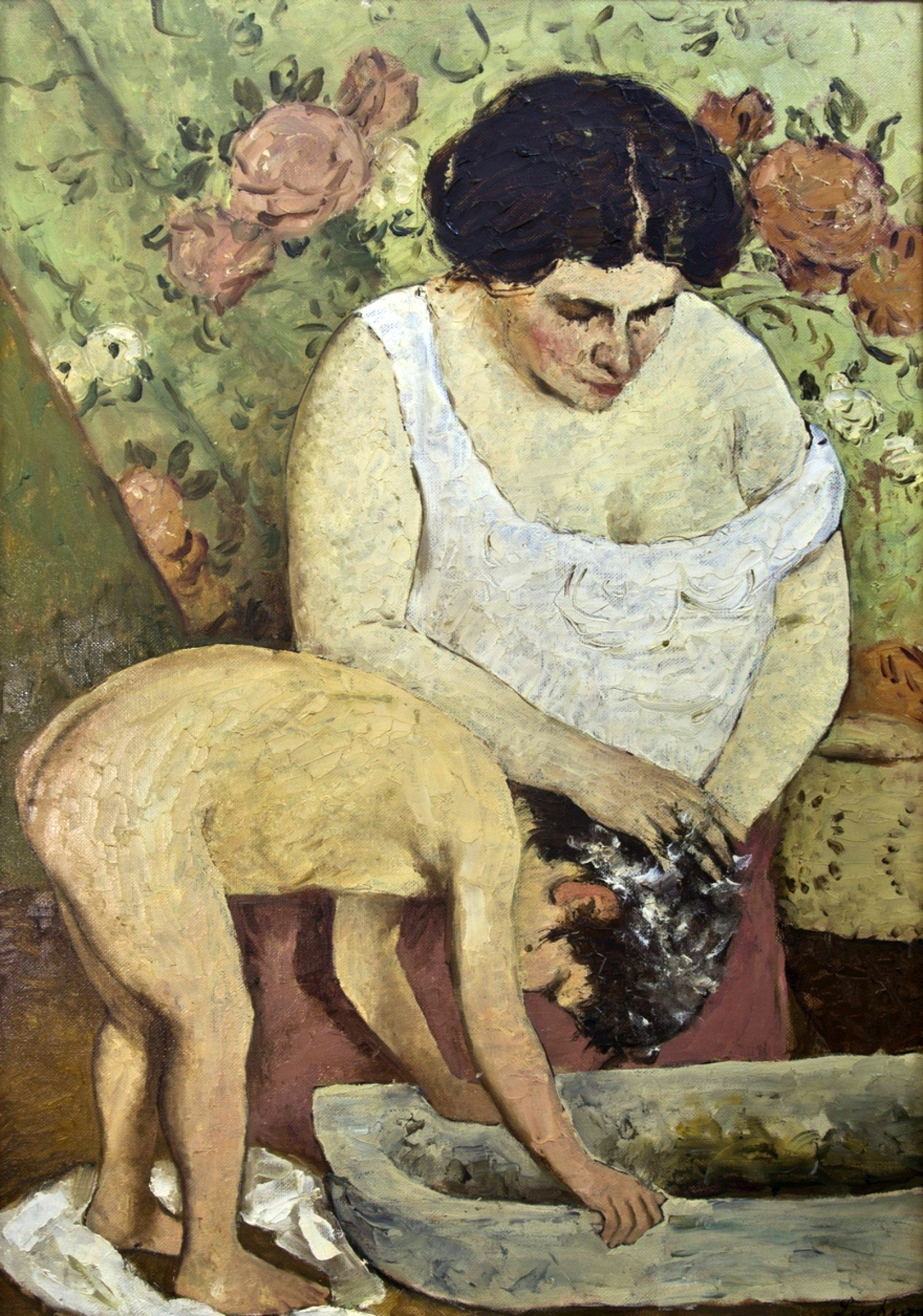
Rentat del cabell, 1911-1912
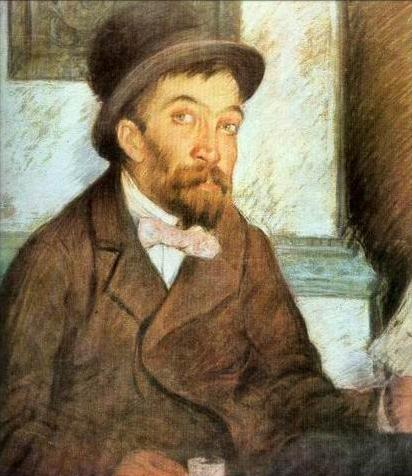
Alecu l'Home Literari
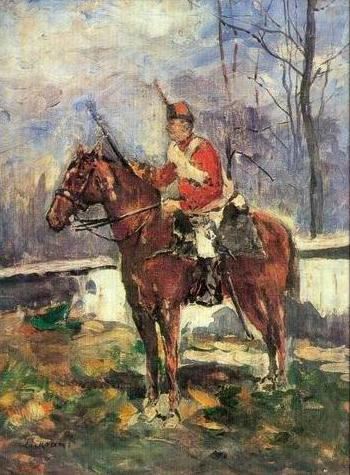
L’hússar vermell muntat
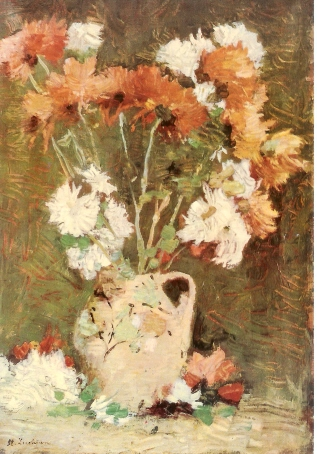
Crisantems
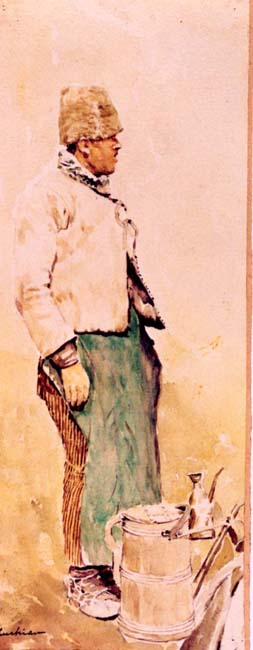
El venedor de cervesa Millet
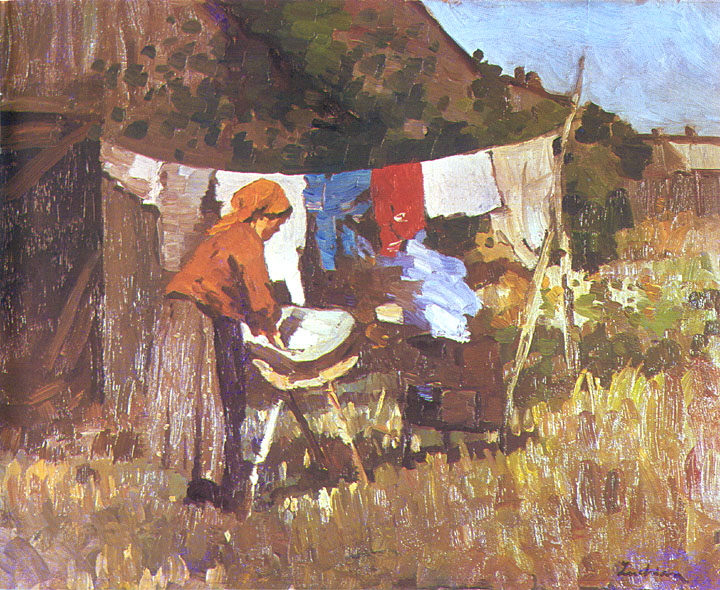
La bugadera